# جولدن دامسل
الجولدن دامسل (بالإنجليزية: Golden Damsel)‏، (الاسم العلمي: Amblyglyphidodon aureus)، هي سمكة من فصيلة الدامسل ذهبية اللون مائلة إلى الليمونى وهي من أجمل أنواع هذه العائلة وهي متواجدة في الهند والمحيط الهادي والبحر الأحمر وهي متواجدة في الشعاب أيضا وتستطيع أن تنقلب من ذكر إلى أنثى ومن أنثى إلى ذكر حسب المجموعة المتواجدة فيها. تصل الجولدن دامسل إلى حجم 8 سم، وسباحتها في كل المستويات في الأحواض وان كانت تفضل الكهوف والشعاب الكثيرة في الحوض وهي تاكل القشور والاطعمه اللحميه المجهزة وأيضا الطحالب والنباتات.
التفريق بين الذكر والانثى فيها سهل فالذكر يكون في الزعنفة الظهريه نقطه سوداء واصغر حجما من الانثى التي تكون صفراء صافيه وأكبر حجما من الذكر وتكون لها القيادة في المجموعة ولها النفوذ الأعلى. السمكة سهله العناية وسهلة التفريخ أيضا فيكفيها أن يكون الحوض فيه كهوف كثيفة وتضع فيه البيض وإن كانت أقل حرصا على حمايته.